# The Fuzztones
The Fuzztones est un groupe de garage rock américain, originaire de New York, fondé en 1980.

## Historique

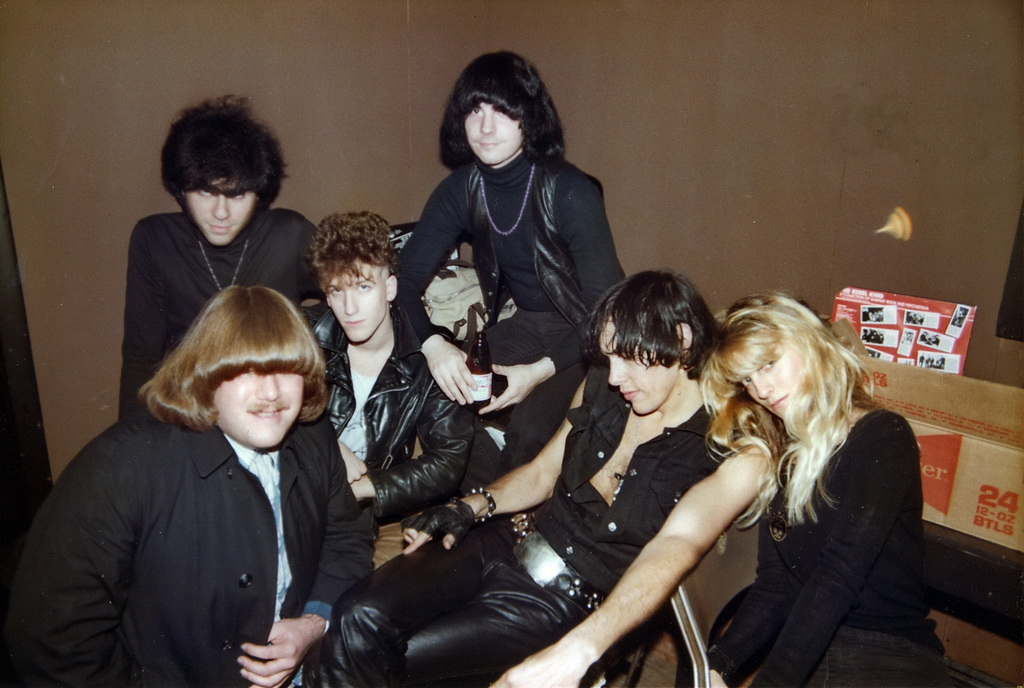
The Fuzztones en 1984.

The Fuzztones est formé à New York en 1980 par Rudi Protrudi, chanteur et guitariste, et Deb'o Nair, claviériste, qui ont fait leurs débuts au sein de Tina Peel. Inspirés par le son des groupes garage rock des années 1960, dont The Sonics, les Fuzztones délivrent un garage rock psychédélique énergique, enrobé par des nappes d'orgue, remettant à l'honneur des compositions oubliées ou restées inconnues. Ils comptent des collaborations avec le bluesman Screamin' Jay Hawkins, avec Ian Astbury le chanteur de The Cult, avec Sky Saxon le leader de The Seeds, et James Lowe de The Electric Prunes.
Sous le titre Songs We Taught the Fuzztones, Rudi Protrudi sort en 1993 une compilation sur double CD des versions originales, tirées de sa collection personnelle, des morceaux des formations garage des années 1960 qui l'ont inspiré.
Après une pause à la fin des années 1990, les Fuzztones sortent un album intitulé Salt for Zombies en 2003 et, en 2005, célèbrent 25 ans de carrière par une compilation intitulée LSD 25 (25 Years of Fuzz and Furry) agrémentée d'un DVD d'images live et de clips.
Ira Elliot, ancien batteur des Fuzztones, est depuis début 1995 le batteur du groupe de rock américain Nada Surf.

## Membres

### Membres actuels
- Rudi Protrudi : chant, guitare, harmonica
- Lana Loveland : claviers, chœurs
- Eric Geevers : basse, chœurs
- Marco Rivagli : batterie, chœurs

### Musiciens de tournée
- Nico Secondini : claviers, chœurs
- Vince Dante : guitare, chœurs